# San Miguel de Tucumán
Pour les articles homonymes, voir San Miguel.
San Miguel de Tucumán (littéralement, Saint-Michel de Tucumán), souvent appelée Tucumán, est une ville d'Argentine et la capitale de la province de Tucumán, en plus d'être la plus importante ville dans le Nord de l'Argentine. Elle est située dans le Nord-Ouest du pays, à 1 086 km au nord-ouest de Buenos Aires.

## Géographie

### Situation
La ville est construite à la limite des monts de l'Aconquija, la cordillère montagneuse la plus orientale avant les larges plaines chaco-pampéennes. Elle est située sur la rive ouest du Río Salí-Dulce et s'étend vers l'ouest au sein de son aire métropolitaine, jusqu'aux premiers flancs de la Sierra de San Javier.
Elle est le centre économique d'une région irriguée qui produit de grandes quantités de canne à sucre, de riz, de tabac et de fruits, ce qui a donné à la province le surnom de "El Jardín de la República" (Le jardin de la République).

### Climat

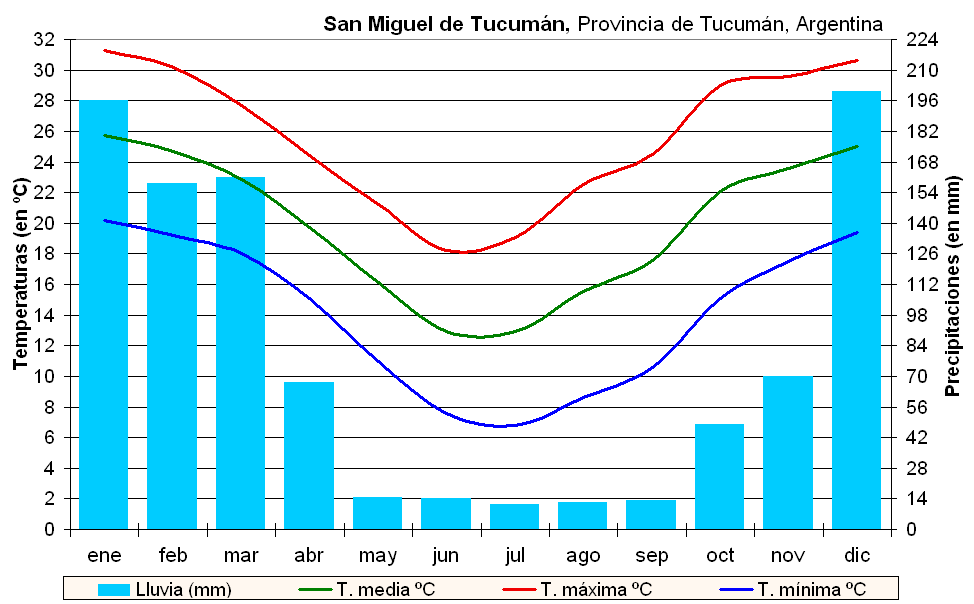
Climat a San Miguel de Tucumán

La ville a un climat subtropical, avec un été chaud mais assez tempéré, et un hiver tempéré froid (la neige y tombe parfois, comme en 2005), si bien qu'il y fait finalement bien moins 
chaud qu'en d'autres endroits du globe à des latitudes semblables. Cette douceur estivale relative est due moins à l'altitude (500 m) qu'à de fréquents fronts froids qui amènent des vents pampéens depuis l'Antarctique.

### Ressources hydriques
Elles sont abondantes vu les bonnes précipitations des montagnes environnantes. La région est en fait une véritable oasis. De plus le sous-sol comporte une nappe phréatique assez superficielle, dont le niveau a tendance à monter ces dernières années, causant même des problèmes lors de la construction de fondations d'immeubles.

## Histoire
La cité fut fondée en 1565 par Diego de Villarroel originellement à la sortie sud de la Quebrada del Portugués (faille ou cañon du portugais) dans la plaine d'Ibatín. Cependant la qualité de l'eau y était mauvaise. De plus la route du Pérou au Río de la Plata changea de tracé, mais aussi les Indiens calchaquís rendaient la vie difficile. Sous l'égide de Fernando Mate de Luna, on décida alors de transférer et refonder la cité à son emplacement actuel en 1685, en un lieu situé sur le bord du río Salí ou río Dulce.

## Politique et administration

### Jumelages
La ville de San Miguel de Tucumán est jumelée avec :
| Ville | Ville                   | Pays | Pays       | Période               |
| ----- | ----------------------- | ---- | ---------- | --------------------- |
|       | Concepción              |      | Chili      | depuis 2013           |
|       | Erfurt,                 |      | Allemagne  | depuis le 8 mars 1993 |
|       | Floridia                |      | Italie     |                       |
|       | La Nouvelle-Orléans     |      | États-Unis | depuis 1992           |
|       | Nazareth Illit          |      | Israël     | depuis 1995           |
|       | Santa Cruz de la Sierra |      | Bolivie    | depuis 1997           |
|       | Sucre                   |      | Bolivie    | depuis 2012           |
|       | Tchernivtsi             |      | Ukraine    |                       |

## Population et société

### Démographie
Sa population se montait à 527 607 habitants en 2001 (INDEC).
Celle de son agglomération, le Gran San Miguel de Tucumán, était alors de 738 479 habitants, étant ainsi la cinquième agglomération du pays. Elle avait dépassé le Gran La Plata dans la décennie précédente. San Miguel de Tucumán est également l'agglomération la plus peuplée du nord-ouest argentin.
En 1991, on avait recensé 622 324 habitants, ce qui donne une croissance de 18,7 % en 10 ans. En 2010, le Grand Tucumán comptait 794 325 habitants.

### Enseignement
La ville compte deux universités, l’Universidad Nacional de Tucumán (Université nationale de Tucumán, créée en 1914) et l’Universidad del Norte Santo Tomás de Aquino (Université du Nord - Saint Thomas d'Aquin, créée en 1965).

### Sports
- Football:
  - Atlético Tucumán
  - San Martín de Tucumán
- Rugby à XV:
  - Tucumán RC
  - Los Tarcos RC
  - Club Natacion y Gimnasia
  - Universitario de Tucumán

### Cultes
La cathédrale de San Miguel de Tucumán est le siège d'un archevêché catholique.

## Culture locale et patrimoine

### Patrimoine culturel et touristique
En 2000, le gouvernement argentin a déclaré San Miguel de Tucumán Ville historique tant pour son rôle dans l'histoire du pays que pour le patrimoine architectural et urbanistique.
Une grande partie de ses rues sont ornées de beaux arbres périodiquement en fleurs, tels le jacaranda, le tabebuia, l'oranger, ou le tipa.
En architecture, on remarque la Casa de Gobierno, construite fin du XIXe siècle, en style Art nouveau, la vieille Cathédrale qui conserve des éléments coloniaux et contient des apports de l'architecture italienne du XIXe siècle, l'Église San Francisco (déclarée Monument Historique comme la cathédrale), l'église et couvent de Santo Domingo, la vieille église de Nuestra Señora de La Merced (Notre-Dame de la Grâce), le Musée Historique provincial, le Musée des Beaux Arts, le musée Iramain, la Casa Padilla, l'Instituto Lillo qui possède de très belles collections botaniques, enfin certains hôtels particulier de la fin du XIXe et au début du XXe siècle.

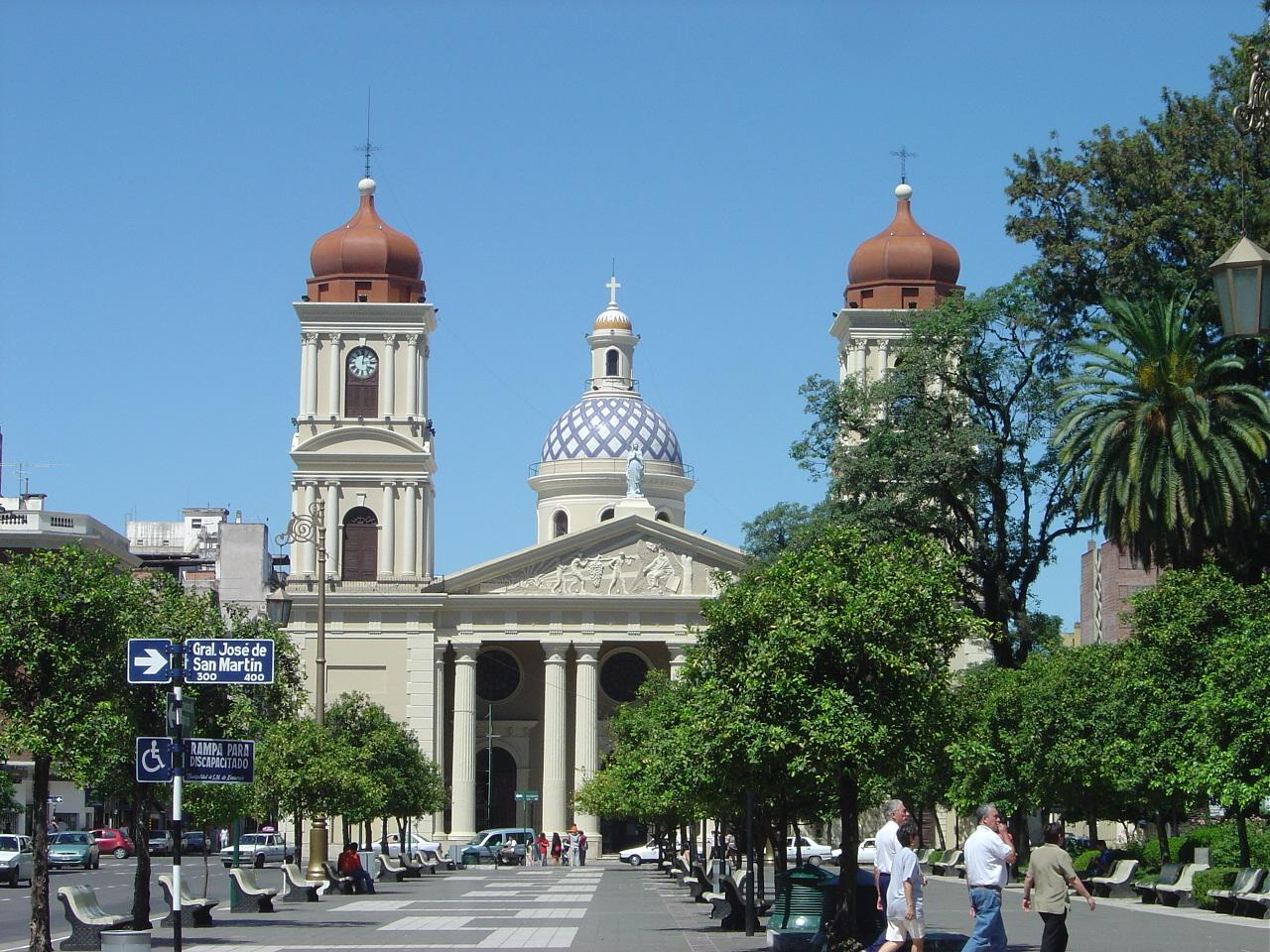
La cathédrale de Tucumán.
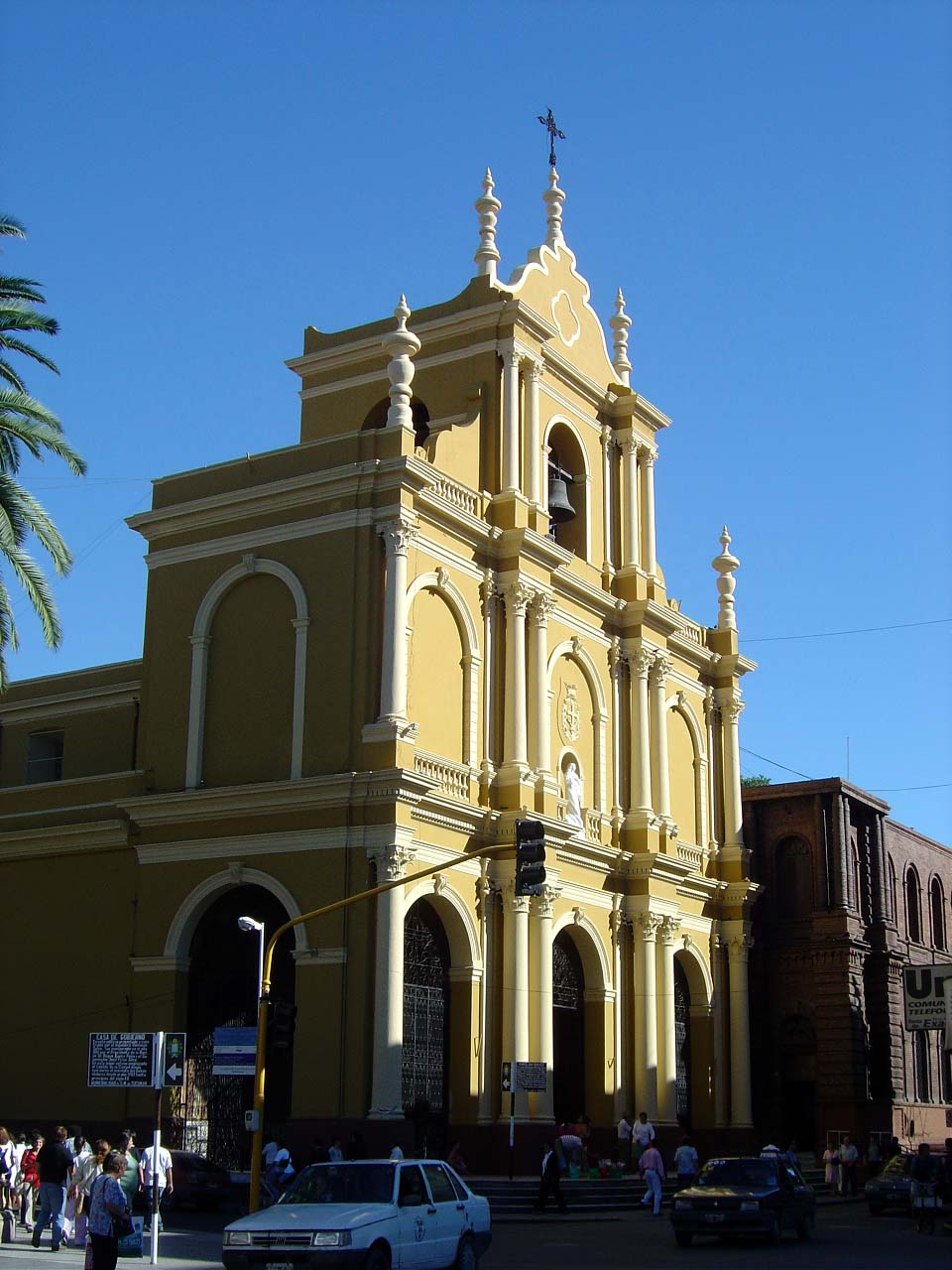
Tucumán: Basilique et couvent San Francisco.
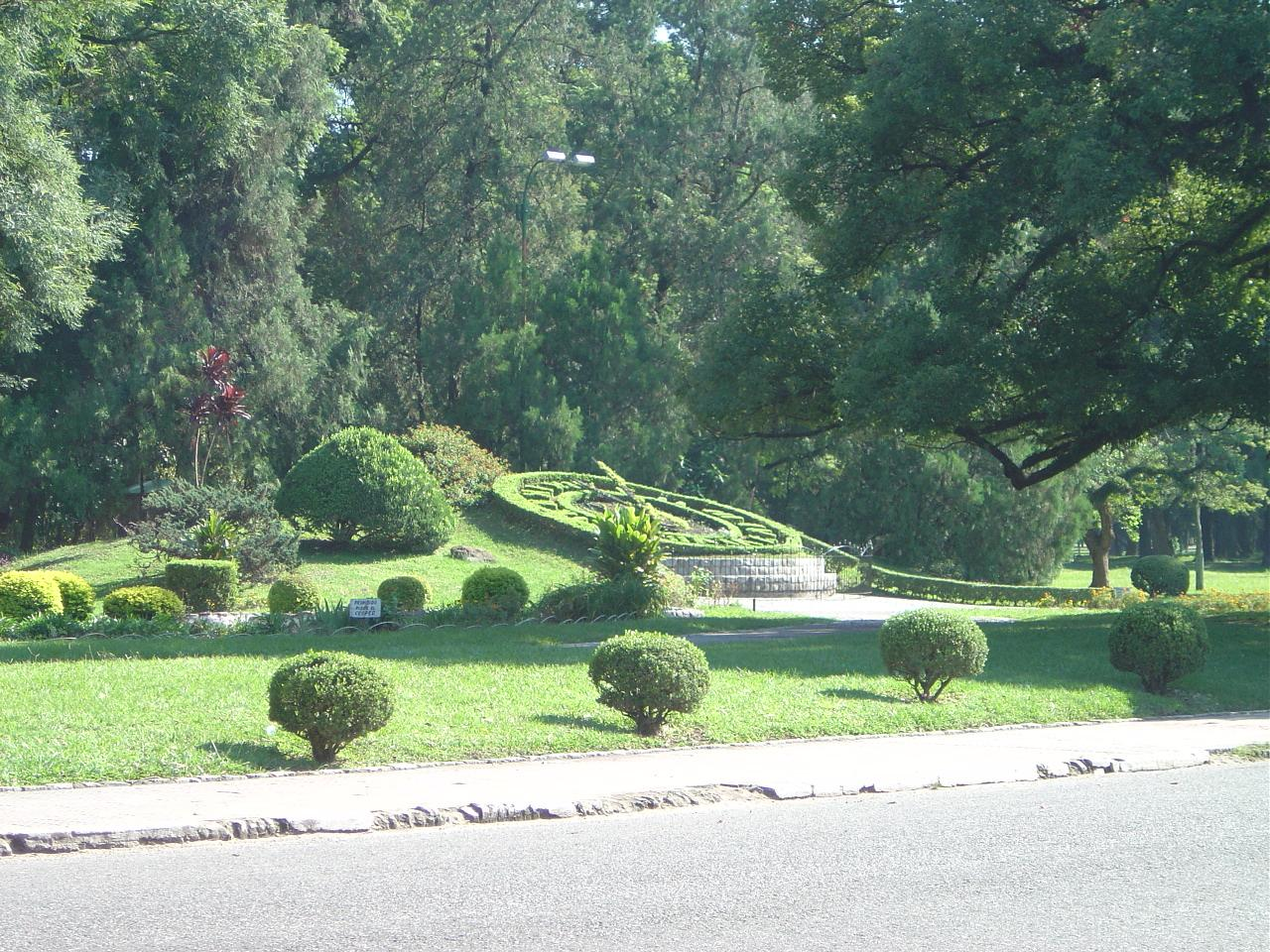
Tucumán: horloge florale dans le Parque 9 de Julio.

### Personnalités
- Gabriel de Yturri (1860-1905), artiste argentin.
- Elvira Orphée (1922-2018), écrivaine argentine.
- Donato Grima (1949-), artiste plasticien contemporain argentin.
- César Pelli (1926-2019), architecte argentin.
- Miguel Ángel Estrella (1940-2022), pianiste franco-argentin.